# Anticlimax decorata
Anticlimax decorata is een slakkensoort uit de familie van de Tornidae. De wetenschappelijke naam van de soort is voor het eerst geldig gepubliceerd in 1997 door Rolán, Fernández-Garcés & Rubio.